# ميلان-سان ريمو 2000
ميلان-سان ريمو 2000 هو سباق دراجات هوائية أقيم بتاريخ 18 مارس 2000، تكون السباق من مرحلة واحدة وامتدّ لمسافة 294 كم، استغرق السباق 7 ساعة 11 دقيقة 29 ثانية. فاز به الألماني إريك تسابل وحلّ ثانيا الإيطالي فابيو بالداتو بينما حصل على المركز الثالث الإسباني أوسكار فريري.

## الترتيب
| م                     | الدرّاج        | البلد   | الزمن                    |
| --------------------- | ------------- | ------- | ------------------------ |
| الفائز بالترتيب العام | إريك تسابل    | ألمانيا | 7 ساعة 11 دقيقة 29 ثانية |
| الثاني                | فابيو بالداتو | إيطاليا |                          |
| الثالث                | أوسكار فريري  | إسبانيا |                          |